# Romanów (Gostynin)
Pour les articles homonymes, voir Romanów.
Romanów (prononciation : [rɔˈmanuf]) est un village polonais de la gmina de Pacyna dans le powiat de Gostynin de la voïvodie de Mazovie dans le centre-est de la Pologne.
Il se situe à environ 5 kilomètres à l'est de Pacyna (siège de la gmina), 26 km au sud-est de Gostynin (siège du powiat) et à 84 km à l'ouest de Varsovie (capitale de la Pologne).
Le village possède approximativement une population de 27 habitants en 2009.

## Histoire
De 1975 à 1998, le village appartenait administrativement à la voïvodie de Płock.